# Het Boek van de Doden
Het Boek van de Doden (The Secret Books of Paradys) is een fantasyboek van de Britse schrijfster Tanith Lee. De ondertitel luidt van het boek luidt: De Geheime Boeken van Paradys - Stad van 100 Dromen en 1001 Verlangens. Het Boek van de Doden bevat een verzameling van acht magisch-fantastische verhalen, die zich afspelen in de immense en decadente stad Paradys.
De acht opgenomen verhalen zijn:
1. De Wezelbruid (The Weasel Bride)
2. De Nachtmerriemare (The Nightmare's Tale)
3. Schone Dame (Beautiful Lady)
4. Morcara's Kamer (Morcara's Room)
5. Het Marmeren Web (The Marble Web)
6. Verdwaald in de Wereld (Lost In The World)
7. De Glazen Dolk (The Glass Dagger)
8. De Maan is een Masker (The Moon Is A Mask)

Een van de verhalen uit Het Boek van de Doden (The Glass Dagger, 1991) werd in 1993 door uitgeverij Meulenhoff apart uitgegeven onder de naam De Glazen Dolk. Dit verhaal van 39 pagina's werd in het Nederlands vertaald door Annemarie Lodewijk.